# 慕容凝
慕容凝（?—?），昌黎棘城（今辽宁省义县西北）人，十六国南燕宗室将领，又叫慕容嶷。
慕容凝官至右仆射，封济阳王。406年，慕容法作乱，慕容凝受命和韩范攻打兖州，中途想谋杀韩范，袭击广固，事情泄露，韩范攻打他，他逃到梁父，城破，逃奔后秦。当时，南燕皇帝慕容超的母亲妻子在后秦，慕容超求后秦姚兴送回母亲妻子，慕容凝劝阻姚兴送还，请姚兴索要南燕太乐诸使。